# Anzur Ismailov
Anzur Husanovich Ismailov (oroszul: Анзур Исмаилов (Anzur Huszanovics Iszmailov); Szamarkand, Szovjetunió, 1985. április 21. –) üzbég labdarúgóhátvéd, a kínai élvonalbeli Changchun Yataiban Huszti Szabolcs csapattársa.

## Pályafutása

### Klubcsapatokban
2003 és 2007 között ötször egymás után megnyerte az üzbég bajnokságot és kupát a  Pakhtakor Tashkenttel. 2009-ben a Bunyodkorhoz került, ahol megszerezte hatodik bajnoki címét. 2011-ben a kínai Szuperligában szereplő Csangcsun Jatajhoz igazolt. 

### A válogatottban
2007-ben mutatkozott be az üzbég válogatottban az Irak elleni találkozón. Ugyanebben az évben bekerült a 2007-es Ázsia-kupára készülő keretbe. A tornán a Malajzia ellen 5-0-ra megnyert mérkőzésen szerepelt. Még kétszer vett részt az Ázsia-kupán: 2011-ben öt mérkőzést játszott és elődöntős lett a tornán, 2015-ben pedig hatot.

## Sikerei, díjai
- Üzbég bajnok (9): 2003, 2004, 2005, 2006, 2007, 2010, 2018, 2020, 2021
- Üzbég kupa (8): 2003, 2004, 2005, 2006, 2007, 2009, 2010, 2020